# Matija Poščić
Matija Poščić (2 dicembre 1985) è un ex cestista croato.

## Carriera
Nella stagione 2014-15 ha militato nel ruolo di centro nel Sopron KC.